# Regata delle Antiche Repubbliche Marinare

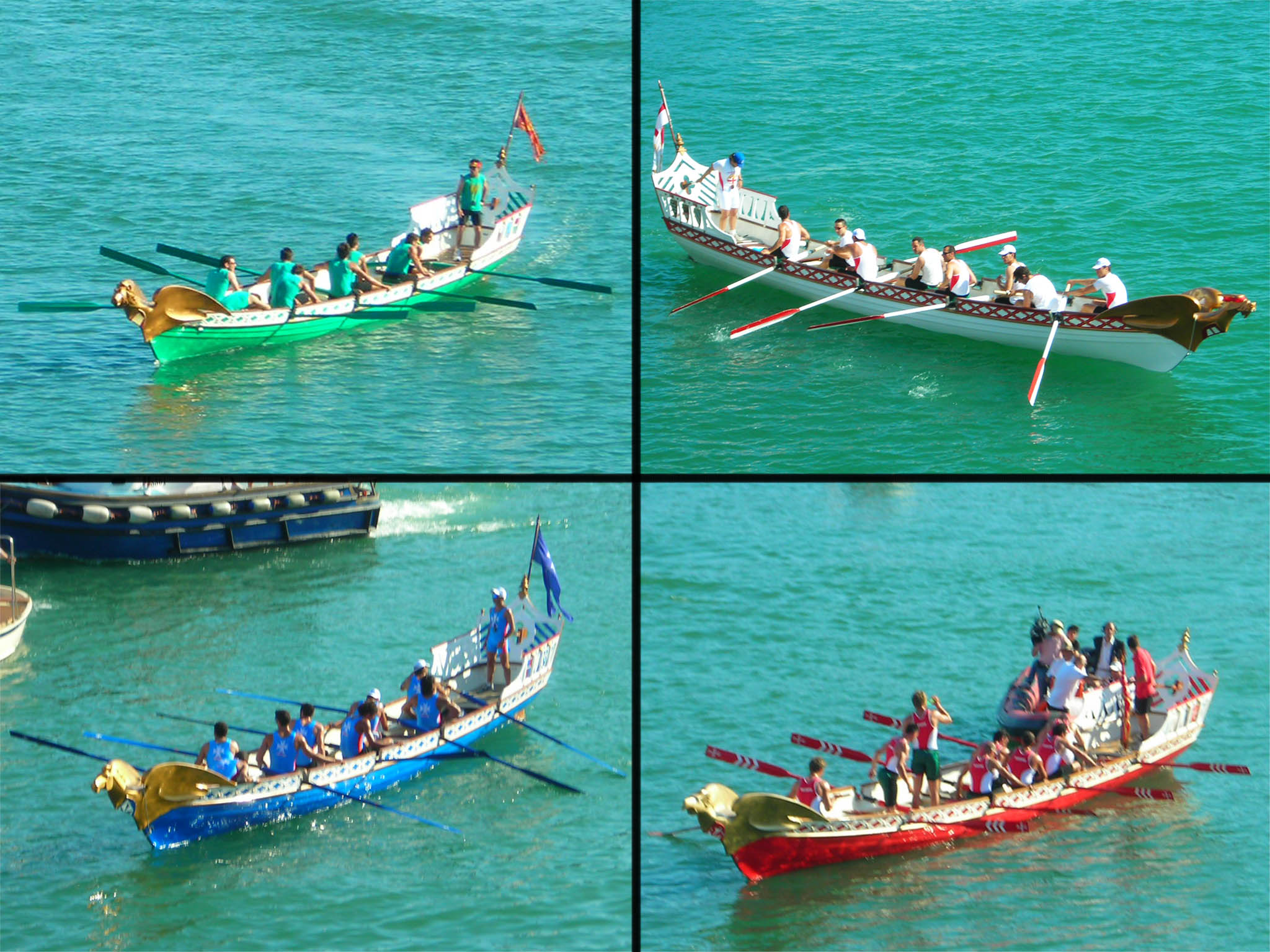
Le quattro imbarcazioni. Dall'alto a sinistra, in senso orario, Venezia, Genova, Pisa e Amalfi

La Regata delle Antiche Repubbliche Marinare (o Palio delle Antiche Repubbliche Marinare) è una manifestazione sportiva di rievocazione storica, istituita nel 1955 con lo scopo di rievocare le imprese e la rivalità delle quattro più note Repubbliche marinare italiane: Amalfi, Pisa, Genova e Venezia.
La competizione vede sfidarsi tra di loro quattro equipaggi remieri in rappresentanza di ciascuna delle repubbliche. Tale evento, disputato sotto l'alto patronato del Presidente della Repubblica Italiana, si svolge ogni anno in un giorno compreso tra la fine di maggio e l'inizio di luglio, ed è ospitato a rotazione tra le suddette città. La regata è preceduta da un corteo storico, durante il quale sfilano per le strade della città organizzatrice alcuni figuranti che vestono i panni di antichi personaggi che caratterizzarono ciascuna repubblica.

## Le origini

Bandiera della Marina Militare che raggruppa gli stemmi delle quattro più note Repubbliche Marinare: dall'alto a sinistra, in senso orario, Venezia, Genova, Pisa e Amalfi

L'idea di un evento che ricordasse le vicende delle quattro potenze marinare del Medioevo nacque verso la fine degli anni 1940, da un'idea del cavaliere pisano Mirro Chiaverini. La proposta fu dapprima visionata da Carlo Vallini, presidente dell'Ente Provinciale del Turismo di Pisa, il quale, dopo averla accettata, la girò a sua volta alle municipalità delle altre tre città affinché vi partecipassero. L'iniziativa fu accolta in maniera positiva soprattutto dall'avvocato Francesco Amodio, allora sindaco di Amalfi, che richiese (ed ottenne) una riunione dei rappresentanti delle quattro città coinvolte per esaminare insieme la proposta. L'incontro avvenne presso il palazzo di Pisa il 9 aprile 1949, ma l'accordo non fu semplice: durante la discussione il dottor Manzini, direttore dell'ufficio comunale di Venezia, mostrò il suo parere contrario alla partecipazione della gara remiera della città lagunare, pur essendo favorevole alla sfilata nel corteo storico. L'avvocato Amodio tentò, nel suo discorso in difesa della regata, di fargli cambiare idea, sottolineando l'importanza non solo storica ma anche turistica della manifestazione. Visto il forte assenso da parte di Amalfi, Pisa e Genova, i rappresentanti di Venezia ne presero atto ed aderirono anch'essi all'iniziativa.
Una volta ottenuto l'accordo, ci fu un lungo iter, nel quale si stabilirono lo statuto e il regolamento, si ricercò negli archivi storici e tra le opere d'arte gli elementi necessari per realizzare i costumi del corteo storico, si disegnarono i progetti delle barche e si reperirono i fondi necessari per organizzare la regata. Il 29 giugno 1955 venne effettuata a Genova una prova sperimentale con "gozzi" a quattro vogatori. Il 10 dicembre dello stesso anno fu invece firmato ad Amalfi, nel Salone Morelli (l'attuale Museo Storico di Palazzo San Benedetto, sede del Municipio), l'atto costitutivo che sancì la creazione dell'Ente organizzativo della Regata. Le imbarcazioni, costruite dalla Cooperativa Gondolieri di Venezia, furono varate il 9 giugno 1956 sulla Riva dei Giardini Reali, con la benedizione del Patriarca di Venezia Angelo Roncalli (in seguito eletto papa con il nome di Giovanni XXIII). La prima edizione si svolse a Pisa il 1º luglio di quell'anno; tra i presenti spiccavano in particolare il Presidente della Repubblica Giovanni Gronchi ed il Ministro della Marina Mercantile Gennaro Cassiani.

## Lo statuto
La Regata prevede uno statuto, che stabilisce la costituzione dell'Ente organizzativo, il suo scopo (ovvero quello di promuovere la manifestazione stessa), e la sua composizione. Secondo tale statuto, l'Ente è composto da tre parti: la Magistratura della Regata, il Comitato Generale e il Comitato Cittadino. La prima parte è l'organo supremo dell'Ente, composto dai sindaci delle quattro città marinare, la cui carica di Primo Magistrato spetta di diritto al sindaco della città ospitante l'evento; la seconda è l'organo tecnico-amministrativo collegiale, il cui Presidente (che è a sua volta il presidente del Comitato Cittadino della città ospitante) rappresenta legalmente l'Ente; la terza è l'organo tecnico, nominato dal sindaco e in carica per quattro anni, che provvede allo svolgimento della manifestazione.

## Il regolamento

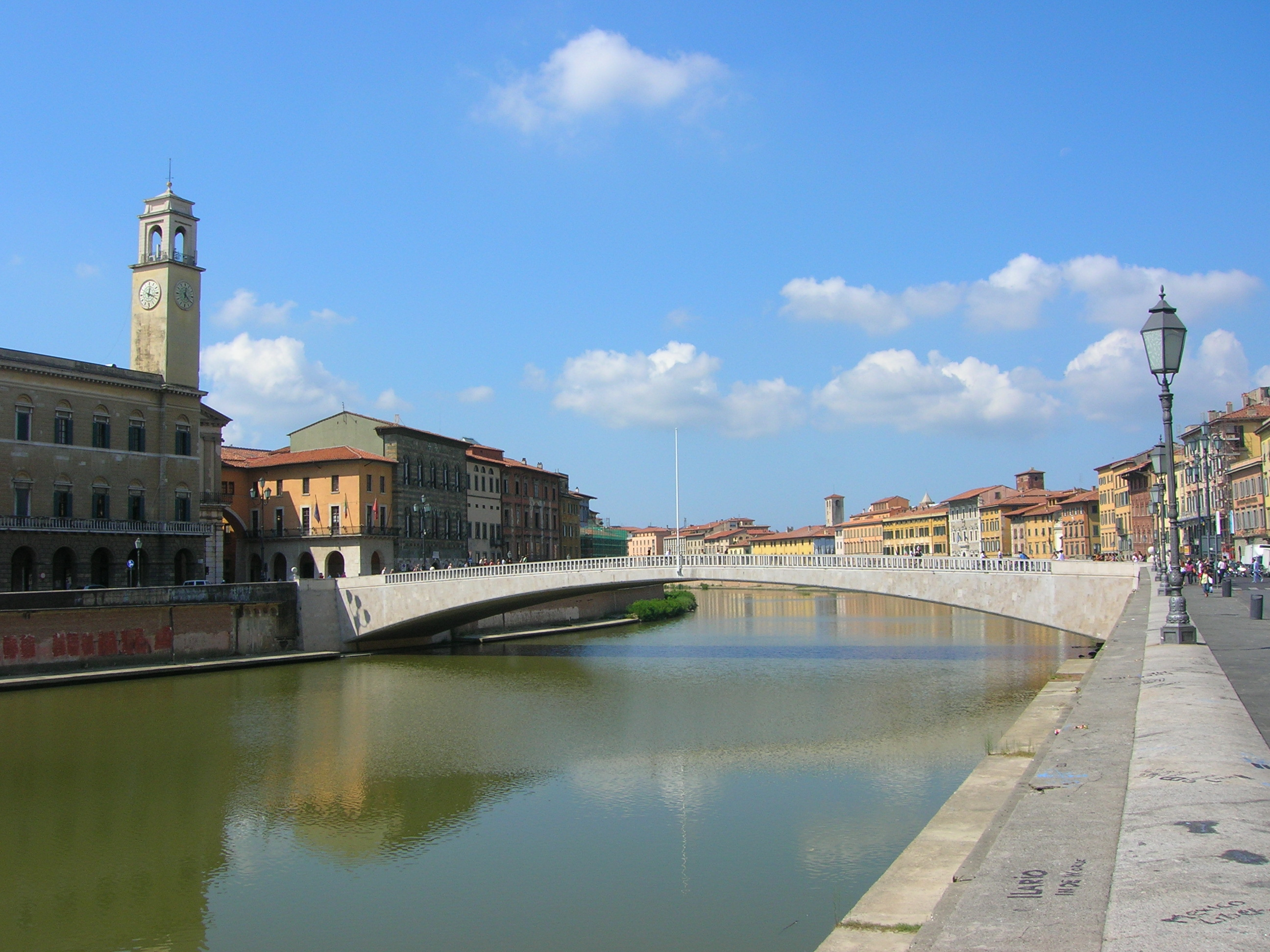
Il fiume Arno a Pisa

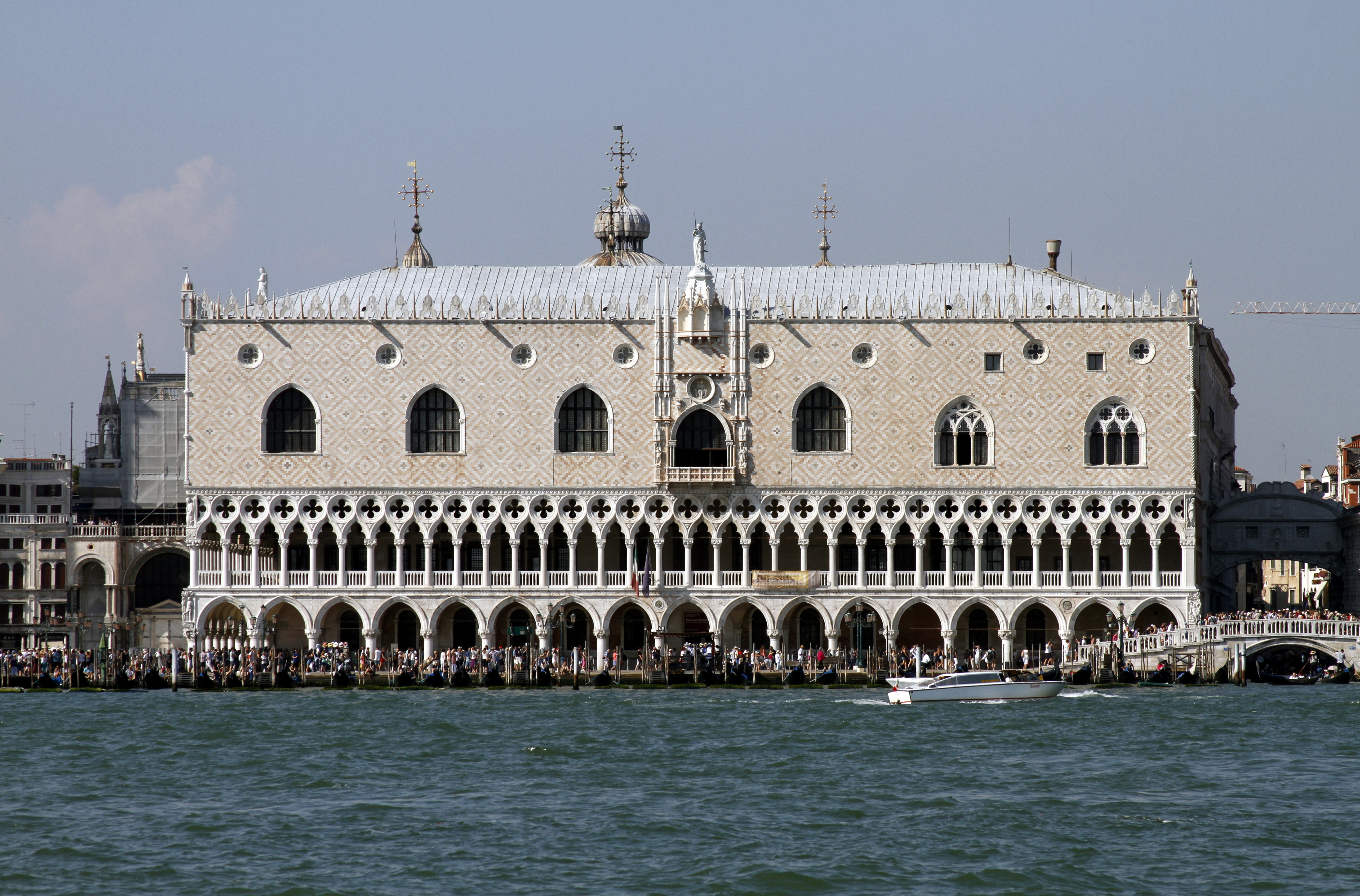
La laguna di Venezia

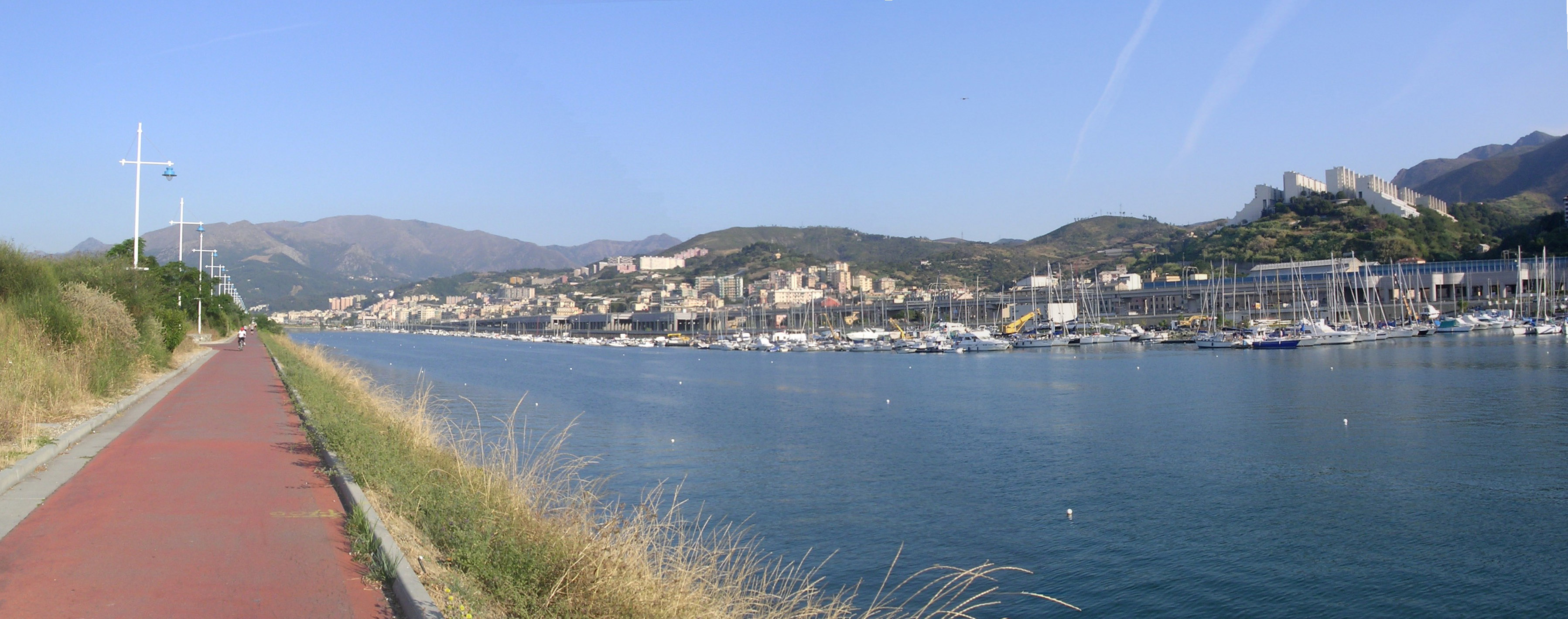
Il canale di calma della fascia di rispetto di Genova Pra'

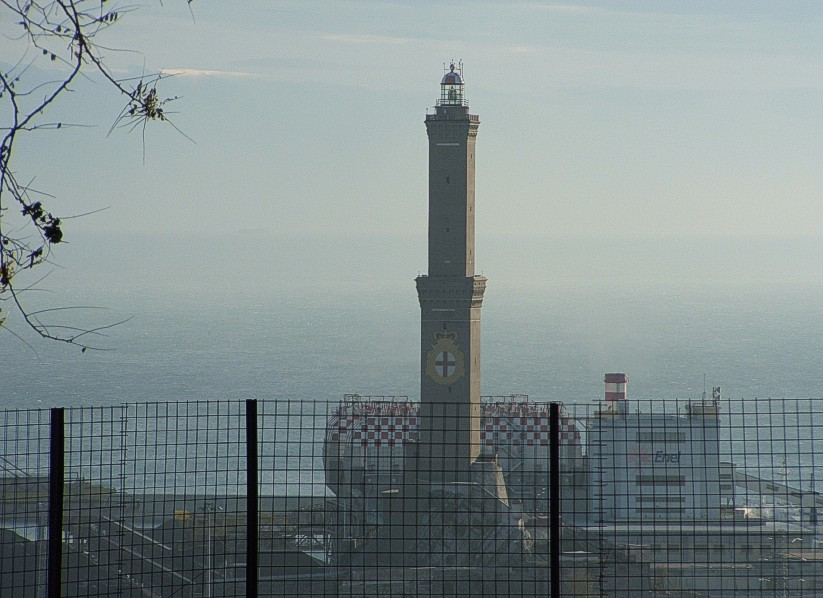
Il braccio di mare di fronte alla Lanterna di Genova

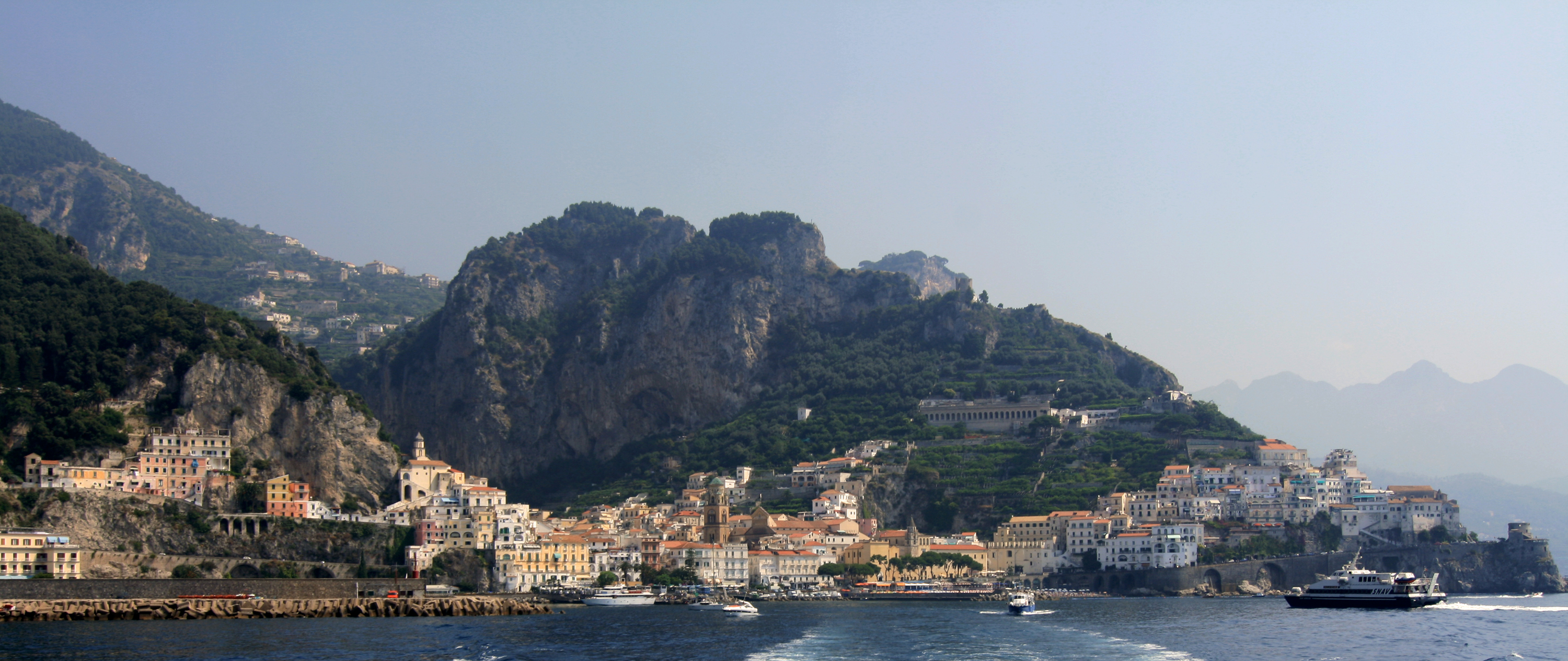
Tratto costiero finale della regata di Amalfi

Pur avendo subito nel tempo piccole modifiche, il regolamento della Regata è rimasto nella sostanza pressoché invariato. 
Alla gara prendono parte 4 equipaggi, ognuno composto da 8 vogatori e un timoniere, più delle riserve. In precedenza gli equipaggi erano formati da atleti nati nelle rispettive città, province e regioni, oppure i residenti da almeno dieci anni, ma a partire dal 2004 si è stabilito che essi devono essere composti per metà da atleti provenienti dalla Regione e per l'altra metà da atleti provenienti dalla Provincia.
Le imbarcazioni devono essere costruite tutte con gli stessi parametri strutturali. Prima della partenza sono sottoposte a pesatura, e per essere ammesse non devono avere (a vuoto e compresi gli accessori, ad eccezione dei remi) un peso inferiore ai 760 chilogrammi. Proprio per garantire maggiore efficienza e leggerezza in acqua (pur sempre entro i limiti), le barche, un tempo costruite in legno, oggi vengono realizzate in vetroresina. I quattro galeoni originari vennero progettati costruiti da Giovanni Giuponi. Ogni imbarcazione deve essere riconoscibile attraverso i colori con cui viene dipinta e dalle polene, ovvero dalle sculture lignee (ora anch'esse in vetroresina) poste sulla prua che raffigurano l'animale simbolo di ciascuna città, disegnate negli anni cinquanta dal professor Alvio Vaglini. Per questo motivo, l'imbarcazione di Amalfi è identificata dal colore azzurro e dal cavallo alato, quella di Genova dal colore bianco e dal drago (che si riferisce a San Giorgio, protettore della città), quella di Pisa dal colore rosso e dall'aquila (che simboleggia l'antico legame tra la Repubblica pisana e il Sacro Romano Impero) e quella di Venezia dal colore verde e dal leone alato (che si riferisce a San Marco Evangelista, patrono della città).
La Regata si svolge su un percorso lungo 2 chilometri, che si differenzia a seconda della località: ad Amalfi si rema nel mar Tirreno lungo la costa, a Genova nel mar Ligure all'interno del bacino portuale (nel 2018 e nel 2021 si è gareggiato nel canale di calma della fascia di rispetto di Genova Pra'), a Pisa nel fiume Arno controcorrente e a Venezia nella caratteristica laguna sul mare Adriatico. Prima dell'inizio della gara remiera si procede al sorteggio delle corsie. Il dispositivo di partenza è costituito da quattro ancoraggi fissi allineati e il via è dato dal giudice arbitro. La giuria provvede, invece, a valutare l'arrivo, giudicando il "taglio" del traguardo da parte della polena di ogni barca (per Amalfi la punta dello zoccolo anteriore del cavallo alato; per Genova la punta delle narici del grifone; per Pisa l'estremità degli artigli dell'aquila; per Venezia metà della spada impugnata dal leone alato). È vietato, durante la gara, invadere la corsia di un avversario, pena la retrocessione all'ultimo posto decretata dalla giuria. È permesso, invece, il cambio del numero d'acqua solo nel caso in cui un equipaggio si porti di un'imbarcazione avanti rispetto ad un avversario.
La città vincitrice della Regata riceve in premio un trofeo in oro ed argento, realizzato dalla Scuola Orafa Fiorentina, che rappresenta un galeone a remi (come quello usato per la gara) sorretto da quattro ippocampi, al di sotto del quale compaiono gli stemmi delle quattro Repubbliche Marinare. Essa lo detiene per un anno, fino alla nuova messa in palio nell'edizione successiva. Sulla base del trofeo, inoltre, viene apposta di anno in anno una medaglia con il simbolo della città vincitrice della Regata; pertanto vi sono tante medaglie quante edizioni disputate.
Dal 1993 al 1996 la Regata, per rimediare alla mancanza di fondi, fu abbinata ad una lotteria nazionale, il cui ricavato venne impiegato per l'acquisto delle imbarcazioni in vetroresina.

## Il corteo storico
Il corteo storico costituisce il momento centrale di tutta la manifestazione. Attraverso di esso ogni Repubblica Marinara rivive in pieno il suo glorioso passato, proponendo episodi e personaggi che ne segnarono la storia. Il corteo ha sfilato occasionalmente anche all'estero, in particolare a Berlino e a New York. Qui di seguito sono riportati il significato storico e la composizione di ciascun corteo.

### Amalfi
Il corteo amalfitano rappresenta la società della repubblica campana agli inizi dell'XI secolo, quando raggiunse il suo culmine. Al suo interno sono presenti i rappresentanti delle varie classi sociali: le magistrature, i militari e il popolo. In particolare sfilano il duca (la massima autorità cittadina) e i cavalieri con spadone, i cui paramenti furono poi ripresi dai membri dell'Ordine dei Cavalieri di San Giovanni di Gerusalemme. L'episodio proposto è quello del matrimonio tra Sergio III (figlio di Giovanni I e co-reggente del duca Mansone I) e la longobarda Maria (figlia di Pandolfo principe di Capua e Benevento). Lo sposalizio, celebrato il 26 Aprile 1002 nella Cappella Palatina di San Salvatore ‘de Birecto di Atrani, segnava per il giovane rampollo il passaggio alla maggiore età e l'ingresso nell'ambiente politico. Difatti, il giorno dopo, verrà incoronato Dei Providentia Dux. I costumi per il corteo di Amalfi furono ideati negli anni cinquanta dallo scenografo Roberto Scielzo, tramite analisi delle fonti storiche. I cartoni realizzativi, così come gli abiti, sono tuttora esposti nel Museo Civico del Municipio amalfitano.

La disposizione del corteo è la seguente: 3 rematori; 10 valletti ed il gonfaloniere; 5 trombettieri; il console della Repubblica; 3 paggi del console; 2 giudici; il console del mare; 2 ambasciatori; il duca; 2 paggi del duca; 4 cavalieri; 6 alfieri; 4 dame e 4 cavalieri della corte; lo sposo e la sposa; 6 paggi; 4 timpanisti; il navarca; 9 marinai; 9 arcieri.

### Genova
Il corteo genovese propone il periodo consolare della repubblica ligure, ovvero prima della presa del potere da parte dei dogi. L'episodio rappresentato vede protagonista il condottiero Guglielmo Embriaco, soprannominato "Testa di maglio", che guidò la flotta di Genova nel corso della I Crociata. In quel periodo egli portò a Genova il Sacro Catino che, secondo la tradizione, sarebbe stato usato da Gesù e gli Apostoli durante l'Ultima Cena. Un altro personaggio importante presente nel corteo è Caffaro di Caschifellone, l'annalista che riportò le gesta dell'Embriaco. Non mancano, inoltre, i rappresentanti delle classi sociali: i mercanti, gli uomini d'arme e il popolo.

La disposizione del corteo è la seguente: 1 gonfaloniere e 2 mazzieri; 3 alfieri; 3 capitani; l'alfiere con la bandiera di San Giorgio; 6 trombettieri; l'alfiere con la bandiera di Genova; 6 tamburini; 1 armato di spadone; 3 portacatino; l'alfiere con la bandiera dell'Embriaco; il paggio portaspadone dell'Embriaco; l'Embriaco; 3 alfieri; 3 capitani; il Caffaro; 3 armati di spada; 8 nobili e 8 nobildonne; 2 balestrieri; 12 popolane e popolani; 2 balestrieri; 3 rematori; 6 armati di lancia.

### Pisa
Il corteo pisano rievoca alcuni episodi salienti della storia della repubblica alfea; tra questi spicca l'impresa dell'eroina Kinzica de' Sismondi, che nel 1004 salvò la città da un attacco saraceno. Inoltre sono presenti i vari capi che si susseguirono al governo di Pisa (i consoli, il podestà, il capitano del popolo), oltre ai soldati (sulle cui insegne compare l'aquila nera, simbolo dell'Impero), ai marinari, ai trombettieri e ai timpanisti.

La disposizione del corteo è la seguente: il portagonfalone; la scorta del gonfalone (2 persone); 3 vogatori di parata; 8 trombettieri; 1 sergente; 12 fanti; 3 famuli; il podestà; 1 palafreniere; il capitano dei giudici; 2 senatori; 2 anziani; l'ambasciatore; il capitano del popolo; 1 palafreniere; il console dei mercanti; 2 priori delle Sette Arti; 8 tamburini; 4 alfieri; Kinzica de' Sismondi a cavallo; 1 palafreniere; 6 damigelle di Kinzica; l'ammiraglio della flotta; 2 consoli del mare; 1 patrono; 2 comiti; 12 marinai.
Ad Amalfi, in occasione della 66esima Regata Storica, Pisa ha sfilato per l'ultima volta nel corteo storico incentrando il racconto su Kinzica De' Sismondi. Da settembre 2022 proprio nel capoluogo toscano, hanno debuttato i nuovi costumi e la nuova sfilata, pensata per valorizzare l'intero arco storico della Repubblica pisana e tutte le figure che nel tempo si sono avvicendate.

### Venezia
Il corteo veneziano presenta come episodio centrale la donazione dell'isola di Cipro a Venezia, avvenuta nel 1489 per merito di Caterina Cornaro, nobildonna della città nonché regina cipriota, che cedette la signoria dell'isola alla Serenissima. Nel corteo sfilano le massime cariche della repubblica veneta: il doge, i senatori, gli ambasciatori e il capitano da mar (a capo della flotta). Inoltre viene mostrato il "vessillo di San Marco", donato a Venezia nel 1171 da papa Alessandro III per ringraziare la città, la quale fece da mediatrice tra Papato, Impero e Comuni.

La disposizione del corteo è la seguente. 3 stendardi; 4 nobili; 4 tamburi; 6 trombettieri; 8 gonfaloni; 10 senatori; 1 portacorno; il doge e il portaombrello; 2 paggi; 1 portastocco; 4 ambasciatori orientali; 8 dame; la regina di Cipro Caterina Cornaro; la delegazione cipriota (6 persone); il capitano da mar; 8 armati.

## Regate straordinarie
Oltre agli appuntamenti annuali, si sono disputate anche edizioni straordinarie della regata storica:
- il 2 luglio 1961, a Torino, sulle acque del Po, in occasione del centenario dell'Unità d'Italia. La gara vide vincitrice Genova (1º), seguita da Amalfi (2º), Venezia (3º) e Pisa (4º);[2]
- il 23 luglio 1983, a Londra, sul Tamigi, dove le Repubbliche Marinare si sfidarono contro quattro equipaggi inglesi e a vincere fu Venezia;[3]
- nel 1988, a Bari;
- nel 1991, a Marina di Pisa, in occasione dell'anniversario della battaglia della Meloria;
- nel 1993, a Noli e a Siracusa, entrambe vinte dall'equipaggio genovese;
- nel 1999, a Monte Carlo, nell'ambito dei festeggiamenti per il giubileo di Ranieri III di Monaco; in questa edizione partecipò un equipaggio di vogatori monegaschi e risultò vittoriosa Pisa.
- nel 2000, a Meta di Sorrento, in occasione della rievocazione storica dello sbarco delle flotte saracene.
- il 13 giugno 2009, a La Spezia, all'interno degli eventi della Festa della Marineria, svoltasi dall'11 al 16 giugno. La regata straordinaria, disputatasi nelle acque antistanti la passeggiata Morin, fu vinta da Genova (1º), seguita da Venezia (2º), Pisa (3º) e Amalfi (4º).[4]
- l'11 settembre 2022 a Pisa per recuperare la regata del 2020 annullata a causa della pandemia.

## Albo d'oro

### Regata maschile
| Edizione | Anno | Città organizzatrice | 1º               | 2º               | 3º               | 4º               |
| 1ª       | 1956 | Pisa                 | Venezia          | Pisa             | Genova           | Amalfi           |
| 2ª       | 1957 | Amalfi               | Venezia          | Pisa             | Amalfi           | Genova           |
| 3ª       | 1958 | Venezia              | Venezia          | Pisa             | Genova           | Amalfi           |
| 4ª       | 1959 | Genova               | Genova           | Venezia          | Pisa             | Amalfi           |
| 5ª       | 1960 | Pisa                 | Genova           | Pisa             | Venezia          | Amalfi           |
| 6ª       | 1961 | Amalfi               | Venezia          | Pisa             | Genova           | Amalfi           |
| 7ª       | 1962 | Venezia              | Venezia          | Pisa             | Genova           | Amalfi           |
| 8ª       | 1963 | Genova               | Venezia          | Pisa             | Genova           | Amalfi           |
| 9ª       | 1964 | Pisa                 | Genova           | Venezia          | Pisa             | Amalfi           |
| 10ª      | 1965 | Amalfi               | Venezia          | Genova           | Amalfi           | Pisa             |
| 11ª      | 1966 | Venezia              | Venezia          | Genova           | Pisa             | Amalfi           |
| 12ª      | 1967 | Genova               | Venezia          | Genova           | Pisa             | Amalfi           |
| 13ª      | 1968 | Amalfi               | Venezia          | Genova           | Pisa             | Amalfi           |
| 14ª      | 1969 | Pisa                 | Venezia          | Pisa             | Genova           | Amalfi           |
| 15ª      | 1970 | Venezia              | Pisa             | Venezia          | Genova           | Amalfi           |
| 16ª      | 1971 | Genova               | Venezia          | Genova           | Pisa             | Amalfi           |
| 17ª      | 1972 | Venezia              | Pisa             | Venezia          | Genova           | Amalfi           |
| 18ª      | 1973 | Amalfi               | Venezia          | Pisa             | Genova           | Amalfi           |
| 19ª      | 1974 | Genova               | Venezia          | Pisa             | Genova           | Amalfi           |
| 20ª      | 1975 | Pisa                 | Amalfi           | Venezia          | Pisa             | Genova           |
| 21ª      | 1976 | Venezia              | Genova           | Venezia          | Pisa             | Amalfi           |
| 22ª      | 1977 | Amalfi               | Venezia          | Genova           | Amalfi           | Pisa             |
| 23ª      | 1978 | Genova               | Genova           | Venezia          | Pisa             | Amalfi           |
| 24ª      | 1979 | Pisa                 | Amalfi           | Pisa             | Genova           | Venezia          |
| 25ª      | 1980 | Venezia              | Venezia          | Amalfi           | Pisa             | Genova           |
| 26ª      | 1981 | Amalfi               | Amalfi           | Genova           | Pisa             | Venezia          |
| 27ª      | 1982 | Genova               | Venezia          | Genova           | Amalfi           | Pisa             |
| 28ª      | 1983 | Pisa                 | Venezia          | Amalfi           | Pisa             | Genova           |
| 29ª      | 1984 | Venezia              | Venezia          | Genova           | Amalfi           | Pisa             |
| 30ª      | 1985 | Amalfi               | Venezia          | Genova           | Pisa             | Amalfi           |
| 31ª      | 1986 | Genova               | Venezia          | Genova           | Pisa             | Amalfi           |
| 32ª      | 1987 | Pisa                 | Pisa             | Venezia          | Genova           | Amalfi           |
| 33ª      | 1988 | Venezia              | Pisa             | Venezia          | Genova           | Amalfi           |
| 34ª      | 1989 | Amalfi               | Venezia          | Amalfi           | Genova           | Pisa             |
| 35ª      | 1990 | Genova               | Venezia          | Pisa             | Genova           | Amalfi           |
| 36ª      | 1991 | Pisa                 | Genova           | Venezia          | Amalfi           | Pisa             |
| 37ª      | 1992 | Genova               | Venezia          | Pisa             | Genova           | Amalfi           |
| 38ª      | 1993 | Amalfi               | Pisa             | Genova           | Venezia          | Amalfi           |
| 39ª      | 1994 | Venezia              | Venezia          | Pisa             | Genova           | Amalfi           |
| 40ª      | 1995 | Pisa                 | Amalfi           | Genova           | Pisa             | Venezia          |
| 41ª      | 1996 | Genova               | Amalfi           | Pisa             | Venezia          | Genova           |
| 42ª      | 1997 | Amalfi               | Amalfi           | Pisa             | Genova           | Venezia          |
| 43ª      | 1998 | Pisa                 | Venezia          | Genova           | Pisa             | Amalfi           |
| 44ª      | 1999 | Venezia              | Genova           | Venezia          | Amalfi           | Pisa             |
| 45ª      | 2000 | Genova               | Genova           | Amalfi           | Venezia          | Pisa             |
| 46ª      | 2001 | Amalfi               | Amalfi           | Genova           | Venezia          | Pisa             |
| 47ª      | 2002 | Pisa                 | Amalfi           | Pisa             | Venezia          | Genova           |
| 48ª      | 2003 | Venezia              | Amalfi           | Venezia          | Genova           | Pisa             |
| 49ª      | 2004 | Genova               | Venezia          | Amalfi           | Pisa             | Genova           |
| 50ª      | 2005 | Amalfi               | Venezia          | Pisa             | Amalfi           | Genova           |
| 51ª      | 2006 | Pisa                 | Pisa             | Venezia          | Amalfi           | Genova           |
| 52ª      | 2007 | Venezia              | Venezia          | Pisa             | Genova           | Amalfi           |
| 53ª      | 2008 | Amalfi               | Venezia          | Pisa             | Genova           | Amalfi           |
| 54ª      | 2009 | Pisa                 | Pisa             | Amalfi           | Genova           | Venezia          |
| 55ª      | 2010 | Genova               | Pisa             | Amalfi           | Venezia          | Genova           |
| 56ª      | 2011 | Venezia              | regata nulla     | regata nulla     | regata nulla     | regata nulla     |
| 57ª      | 2012 | Amalfi               | Amalfi           | Venezia          | Pisa             | Genova           |
| 58ª      | 2013 | Pisa                 | Venezia          | Pisa             | Amalfi           | Genova           |
| 59ª      | 2014 | Genova               | Venezia          | Amalfi           | Genova           | Pisa             |
| 60ª      | 2015 | Venezia              | Venezia          | Amalfi           | Genova           | Pisa             |
| 61ª      | 2016 | Amalfi               | Amalfi           | Pisa             | Genova           | Venezia          |
| 62ª      | 2017 | Pisa                 | Genova           | Pisa             | Venezia          | Amalfi           |
| 63ª      | 2018 | Genova               | Amalfi           | Genova           | Venezia          | Pisa             |
| 64ª      | 2019 | Venezia              | Venezia          | Genova           | Pisa             | Amalfi           |
| –        | 2020 | –                    | evento annullato | evento annullato | evento annullato | evento annullato |
| 65ª      | 2021 | Genova               | Genova           | Amalfi           | Venezia          | Pisa             |
| 66ª      | 2022 | Amalfi               | Amalfi           | Venezia          | Genova           | Pisa             |
| 67ª      | 2022 | Pisa                 | Genova           | Venezia          | Amalfi           | Pisa             |
| 68ª      | 2023 | Venezia              | Genova           | Venezia          | Amalfi           | Pisa             |
| 69ª      | 2024 | Genova               | Genova           | Pisa             | Venezia          | Amalfi           |
| 70ª      | 2025 | Amalfi               | Genova           | Amalfi           | Pisa             | Venezia          |

#### Piazzamenti
| Città   | 1º | 2º | 3º | 4º |
| ------- | -- | -- | -- | -- |
| Venezia | 34 | 17 | 11 | 7  |
| Genova  | 14 | 17 | 26 | 12 |
| Amalfi  | 13 | 11 | 12 | 33 |
| Pisa    | 8  | 24 | 20 | 17 |

### Regata femminile
| Edizione | Anno | Città organizzatrice | 1º     | 2º   | 3º      | 4º      |
| 1ª       | 2024 | Genova               | Genova | Pisa | Amalfi  | Venezia |
| 2ª       | 2025 | Amalfi               | Genova | Pisa | Venezia | Amalfi  |

#### Piazzamenti
| Città   | 1º | 2º | 3º | 4º |
| ------- | -- | -- | -- | -- |
| Genova  | 2  | 0  | 0  | 0  |
| Pisa    | 0  | 2  | 0  | 0  |
| Amalfi  | 0  | 0  | 1  | 1  |
| Venezia | 0  | 0  | 1  | 1  |